# Skeleton-Europameisterschaft 2011
Die 17. Skeleton-Europameisterschaft wurde am 22. und 23. Januar 2011 in Winterberg ausgetragen. Sie wurde parallel zum sechsten Rennen des Weltcups 2010/11 veranstaltet. Durch die Austragung der Europameisterschaft während eines Weltcups galten für das Rennen die Weltcupregeln. Bei den Frauen konnte Shelley Rudman ihren zweiten Titel einfahren, bei den Männern gelang dies ebenfalls Martins Dukurs.
Die Zahlen in den Klammern geben die Platzierungen des gleichzeitig gewerteten Weltcuprennens an, an dem auch Nichteuropäer teilnahmen.
Die Zahlen in den Klammern hinter den Zeiten in den Läufen geben die Platzierung in der Europameisterschaft an.

## Frauen
| Platz | Sportler             | Land                   | Laufzeiten                | Zeit          |
| ----- | -------------------- | ---------------------- | ------------------------- | ------------- |
| 1     | Shelley Rudman (1)   | Vereinigtes Königreich | 58.75 (1) 59.02 (1)       | 1:57.77       |
| 2     | Anja Huber (2)       | Deutschland            | 58.90 (2) 59.09 (2)       | 1:57.99 +0.22 |
| 3     | Amy Williams (5)     | Vereinigtes Königreich | 59.48 (6) 59.32 (3)       | 1:58.80 +1.03 |
| 4     | Marion Thees (7)     | Deutschland            | 59.34 (4) 59.62 (4)       | 1:58.96 +1.19 |
| 5     | Olga Potylizyna (8)  | Russland               | 59.17 (3) 59.81 (7)       | 1:58.98 +1.21 |
| 6     | Maria Orlowa (9)     | Russland               | 59.44 (5) 59.71 (6)       | 1:59.15 +1.38 |
| 6     | Donna Creighton (9)  | Vereinigtes Königreich | 59.53 (7) 59.62 (4)       | 1:59.15 +1.38 |
| 8     | Katharina Heinz (13) | Deutschland            | 59.73 (8) 1:00.02 (8)     | 1:59.75 +1.98 |
| 9     | Janine Flock (16)    | Österreich             | 59.95 (9) 1:00.23 (9)     | 2:00.18 +2.41 |
| 10    | Joska Le Conté (18)  | Niederlande            | 1:00.01 (10) 1:00.29 (10) | 2:00.30 +2.53 |
| 11    | Michaela Gläßer (20) | Tschechien             | 1:00.53 (11)              |               |
| 12    | Jessica Kilian (21)  | Schweiz                | 1:01.91 (12)              |               |

Datum: 22. Januar 2011

Am Start waren 21 Fahrerinnen, von denen 12 um die Europameisterschaft fuhren.

## Männer
| Platz | Sportler                   | Land                   | Laufzeiten              | Zeit          |
| ----- | -------------------------- | ---------------------- | ----------------------- | ------------- |
| 1     | Martins Dukurs (1)         | Lettland               | 57.48 (1) 57.93 (1)     | 1:55.41       |
| 2     | Sergei Tschudinow (2)      | Russland               | 57.55 (2) 58.06 (4)     | 1:55.61 +0.20 |
| 3     | Alexander Tretjakow (3)    | Russland               | 57.78 (5) 57.93 (1)     | 1:55.71 +0.30 |
| 4     | Tomass Dukurs (4)          | Lettland               | 57.77 (4) 57.95 (3)     | 1:55.72 +0.31 |
| 5     | Frank Rommel (5)           | Deutschland            | 57.59 (3) 58.29 (8)     | 1:55.88 +0.47 |
| 6     | Sandro Stielicke (7)       | Deutschland            | 57.83 (6) 58.25 (7)     | 1:56.08 +0.67 |
| 7     | Andy Wood (8)              | Vereinigtes Königreich | 57.97 (8) 58.20 (6)     | 1:56.17 +0.76 |
| 8     | Pascal Oswald (10)         | Schweiz                | 58.29 (11) 58.16 (5)    | 1:56.45 +1.04 |
| 9     | Michi Halilovic (11)       | Deutschland            | 57.88 (7) 58.62 (11)    | 1:56.50 +1.09 |
| 10    | Chris Type (12)            | Vereinigtes Königreich | 58.03 (9) 58.52 (9)     | 1:56.55 +1.14 |
| 11    | Anže Šetina (15)           | Slowenien              | 58.40 (12) 58.60 (10)   | 1:57.00 +1.59 |
| 12    | Ander Mirambell (18)       | Spanien                | 58.52 (13) 58.95 (12)   | 1:57.47 +2.06 |
| 13    | Matthias Guggenberger (19) | Österreich             | 58.19 (10) 1:00.44 (13) | 1:58.63 +3.22 |
| 14    | Raphael Maier (22)         | Österreich             | 59.09 (14)              |               |
| 15    | Dorin Dumitru Velicu (23)  | Rumänien               | 59.25 (15)              |               |
| 16    | Michael Höfer (24)         | Schweiz                | 59.91 (16)              |               |

Datum: 23. Januar 2011

Am Weltcupstart waren 24 Fahrer, von denen 23 in die Wertung kamen. 16 von ihnen fuhren um die Europameisterschaft.